# 虾类养殖

南韓的蝦池

海蝦養殖是水產養殖的一形式，以放養具經濟價值的蝦類為主。
商業海蝦養殖場開始於20世紀70年代，飼養海蝦以供人食用。海蝦生產量急劇增長以滿足市場的需求──尤其是美國、日本和西歐的市場。在2003年，全球生產的養殖蝦超過160萬噸，價值近九十億美元。約75％養殖蝦由亞洲國家生產，中國和泰國是最大的生產國。其餘25％由拉丁美洲國家生產，巴西是最大的生產國。最大的出口國是泰國。

## 歷史和地理
數百年來，亞洲使用傳統的低密度方法養蝦；印尼的鹹水池塘可以追溯至十五世紀。有些小規模漁塘只單獨養蝦，有一些則連同其他物種，如虱目魚一起飼養。有些蝦則養在旱季的稻田裡，與水稻輪作──因為旱季不能種植稻米。傳統的小規模養殖場，多數在沿岸地區或河濱。因為紅樹林地區有豐富的野生蝦，所以是最理想的養蝦場。野生蝦苖被困在漁塘，以天然的水中生物為生，當長到理想的大小時，蝦農撈捕蝦穫。
工業蝦養殖的起源，可追溯到20世紀30年代，當時日本首次培育日本對蝦（Penaeus japonicus）。到了60年代，日本已經出現小規模的蝦養殖業。商業養蝦業開始於20世紀60年代末和70年代初。由於技術進步，養蝦密度得以增加；另一面，市場對蝦的需求日益增長，導致蝦養殖場遍佈世界各地。蝦養殖場主要集中在熱帶和亞熱帶地區。1980年代初期，海蝦的需求日益增長，與此同時，野生蝦漁獲郤不能增加，這為海蝦養殖業創造一個理想的發展環境，造就它的繁榮。
台灣是其中一個早期的參與者，在上世紀80年代是主要的養蝦生產地。然而由於管理不善和疾病，台灣的蝦養殖工業從1988年開始崩塌。從1985年開始，大型的高密度蝦養殖場在泰國迅速擴展。厄瓜多爾率先在南美開發養蝦業，並且從1978年開始急劇發展。  自1974年以來，巴西的養蝦業一直活躍，但是蝦貿易到了20世紀90年代，才真正蓬勃發展，令到該國在數年之內，成為主要養蝦生產國。到了今天，擁有海蝦養殖場的國家多達50多個。

## 養殖方法
在1970年代，野生海蝦捕撈業能供應的海蝦產量，不足以滿足消費者對海蝦的需求，因此海蝦養殖成為一個經濟上可行的替代方法，以滿足市場日益增長的需求。舊式的自給自足的養殖方法（又稱少有餘糧的農場經營、糊口農業），迅速被淘汰，取而代之的是以出口為主的高密度養蝦工業。工業養蝦最初仍沿用傳統的養殖方法，不過工業養蝦場的面積比舊式養蝦魚塘大得多，以彌補低密度海蝦的單位面積產量。舊式養蝦魚塘一般只有幾公顷大，而在一些地方的工業養蝦場的大小，卻能達100公頃（1平方公里）。

## 外部連結
- FAO Fisheries Department: Review of the State of World Aquaculture[], FAO Fisheries Circular 886, Rev. 1; FAO, 1997. ISSN 0429-9329.
- Holthuis, L. B.: FAO Species Catalogue, Vol. I: Shrimps and Prawns of the World, FAO Fisheries Synopsis 125, Vol. 1.; FAO, 1980. ISBN 92-5-100896-5.
- McQuaid, J.: Thailand transformed by shrimp boom （页面存档备份，存于）, March 28, 1996. Part of a series for which the newspaper The Times-Picayune, New Orleans, won the 普利策獎in the category "public service" in 1997.
- Network of Aquaculture Centres in Asia-Pacific (NACA) （页面存档备份，存于） has many of the World Bank et al. reports and a lot of current information about shrimp farming in Asia.
- Scampi.nu is a Swedish web site critical of shrimp farming that has many excellent links to English articles.
- Mai Po gei wai is a WWF-managed extensive shrimp farm in Hong Kong.
- 蒙特雷灣水族館'Seafood Guide' offers good information on choosing Sea food that is caught using sustainable and environmentally aware methods.
- Shrimp farming, from 綠色和平。